# 奧爾布賴特 (明尼蘇達州)
奧爾布賴特（英語：Albright）是位於美國明尼蘇達州賴特縣米德爾維爾鎮區的一個非建制地區。

## 地理
奧爾布賴特所處的海拔為高於海平面312米（即1024英呎），而該地所採用的時區為UTC-6，即北美中部時區（CST）。同時該地設有夏令時間，為UTC-6調快一小時，即UTC-5（CDT）。